# عامل كابح للبكتيريا

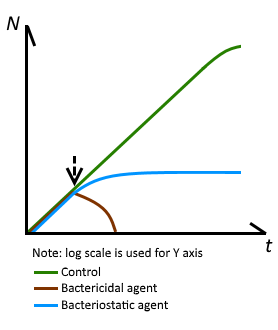

العامل الكابح للبكتيريا أو عامل قاتل للبكتريا أو عامل موقف لنمو البكتريا (بالإنجليزية: Bacteriostatic agent) أو كابح لنمو الجراثيم (بالإنجليزية: bacteriostat)، ويختصر بـ "Bstatic"، هو عامل بيولوجي أو كيميائي يوقف البكتيريا عن التكاثر، في حين أنه ليس بالضرورة أن يقتلها.
المضادات حيوية المثبطة للبكتيريا تحد من نمو البكتيريا عن طريق التداخل مع مركز إنتاج البروتين لدى البكتيريا أو تكاثر الدنا أو خصائص أخرى.
هذه المضادات الحيوية تثبط نمو وتكاثر البكتيريا بدون أن تقتلها. عملية قتل البكتيريا تكون بواسطة عوامل قاتلة للبكتيريا. العوامل المثبطة للبكتيريا يجب أن تعمل مع الجهاز المناعي للتخلص من الكائنات الحية الموجودة في الجسم.في بعض الأحيان لايوجد فرق بين العوامل المثبطة والقاتلة ; التركيز العالي من بعض العوامل المثبطة تكن قاتلة وأيضاً تراكيز قليلة من العوامل القاتلة تكون مثبطة.
هذه المجموعة تشمل:-
- تيتراسايكلن
- سلفوناميد
- سبيكتينومايسن سبكتينومايسن
- تراي ميثوبرايم تريميثوبريم
- كلورامفينيكول
- ماكروليد
- لينكوزامايد لينكوساميدات